# Hollister (Kalifornija)
Hollister je grad u američkoj saveznoj državi Kalifornija. Prema popisu stanovništva iz 2010. u njemu je živjelo 34.928 stanovnika.